# Leptogenys titan
Leptogenys titan är en myrart som beskrevs av Bolton 1975. Leptogenys titan ingår i släktet Leptogenys och familjen myror. Inga underarter finns listade i Catalogue of Life.